# ティナ・スモール
ティナ・スモール（Tina Small、1959年9月10日 - ）は、イギリスの写真モデルである。世界最大のバストサイズを持つと『大百科事典』および『世界大百科事典』に記載されたことがある。
別名タイタニック・ティナ（Titanic Tina）。本名クリスティナ・ジェーン・スモール（Christina Jane Small）。

## 経歴・人物
1959年9月10日、英国サマセット州の村に生まれる。1964年(4歳)、父親が家族の前から姿を消す。以後、母子家庭で育つこととなる。
1966年(7歳)、小学校入学。1969年、10歳のとき胸の発育が始まる。1970年(11歳)、女子中学校入学。包帯を巻いて胸を押さえていたのを体育教師にとがめられ、同級生らの前でそれを取るように命じられた。本人は恥ずかしくて泣いたが、「体格に問題がある」として体育実技の授業を免除してもらう。在学中、他校の男子生徒に胸をつかまれる。自身初の性暴力被害。この年、初潮を迎える。
1971年(12歳)、胸の急速な成長を心配した母親が村の医師のもとに連れていく。後にロンドンの医師の再診により思春期乳腺肥大症（virginal hypertrophy）と診断される。日本国内の報道によると、医師は「ホルモンのアンバランスにより(本来なら)体(全体)が吸収する脂肪が乳房に集中してしまう体質。心配することはない」と言うばかりで実質的な治療は行われなかった。
1973年(14歳)、村に住む知恵遅れの少年に押し倒される。二度目の性暴力被害。
1974年(15歳)、女子中学校卒業。ウェスト・サセックスの競走馬の厩舎で働く。（以上、特に断らない限り出典:）
17歳の時点でバストは160センチまで成長していた。1978年頃、ロンドンの地下鉄で写真家 John Xavier（ジョン・ザビエル）の目に留まったことがきっかけでモデル業デビュー。1979年、Fling誌に登場したのが最初のキャリアである。同誌1981年5月号は、彼女のおっぱいは世界8番目と9番目の不思議であると表紙でアピールした。1982年、日本の巨乳雑誌BACHELORに登場。最初はザビエルもティナを妊婦かと勘違いしたが、彼女の体の秘密を知ってからはその美しい芸術性を撮影したいと思った。ティナも「隠すよりむしろ見せることで自分を取り戻した」と述べている。
1986年、自叙伝Big Girls Don't Cryリリース
1987年、John Xavierによる写真集Every Inch a Ladyリリース
1980年代終盤、イギリス巨乳シーンから姿を消す。その後も散発的に新聞・雑誌に報道されることがある。

### その他
若い頃の彼女に言い寄ってくるのはカラダ目当ての男性、または女性同性愛者ばかりだった。一度は盲目のボーイフレンドと心から愛し合ったこともあったが、初めてティナの体に触れた彼はショックを受け、恋は崩れ去った。それからティナは精神を病み、自分はノートルダムのせむし男みたいだと自殺未遂をして精神病院に入院したこともある。
彼女のスリーサイズ、特にバストは情報の出所により複数の数値が存在する。当記事には『FOCUS』誌から得た数値を記載。『大百科事典』および『世界大百科事典』には、世界最大のバストの持ち主としてタイタニック・ティナの名が記されているが、サイズは213cmとなっている。また、1987年に『FLASH』誌で報道された際の数値は235cmである。
彼女の余りに巨大な乳房は、ナチュラルではないとする説がある。両肩を決して見せない(衣装や髪の毛で隠す)、写真にはソフトフォーカスがかかっていることが多い、その他乳首の不自然さなどを根拠にこのように言われる。
漫画家のにしまきとおるは好きなモデルとしてユーリア・ノーバとティナ・スモールを挙げている。にしまきの作品『BLUE EYES』の登場人物にクレア・フローレンス・クリスティーナ・フェアチャイルド（210-59-89）という女性がいるが、彼女の容姿はティナ・スモールをモチーフにして描いている。にしまきの公式サイトにも「今にして思えばファーストネームをティナにしてしまえばよかった」という発言がある。誕生日が9月10日であること、乗馬をすることなどはティナ・スモールから受け継いでいる。

## フィルモグラフィ

### ビデオ
- 『Vision X No 1. The Ultimate Viewing Experience』 Ultravision International Ltd., 1986
- 『Vision X No 2. Just when you thought you'd seen everything』 Ultravision International Ltd., 1987
- 『Vision X No. 3. Special spellbinding Edition』 Ultravision International Ltd.. 1987

### CD
- 『Every Inch A Lady - the Tina Small definitive collection 1』
- 『Every Inch A Lady - the Tina Small definitive collection 2』
- 『Every Inch A Lady - the Tina Small definitive collection 3』

以上、DigitalART,Gainsborough（Lincolnshire）より。Mac & Windows対応。

### DVD
『Tina Small's Big Bangers』 Alpha Blue Archives, 2010年12月22日 UPC:827306119645

## 書籍

### 本人著書
Tina Small『Big Girls Don't Cry』（Legend Books、1986年）ISBN 978-0-95113410-8

### 写真集
- John Xavier『Every Inch a Lady』（Legend Books、1987年）ISBN 978-0-95113411-5
- 『巨乳伝説 爆発Ｆカップ！！ ティナ・スモールと37人の巨乳美女』（ミリオン出版、1990年）

### ムック
- 『PLAYBOCK』（Maya Vlg München、1988年）ASIN B003BUQH6C
- 『BOUNCE PLUS Super Boob Issue』（HarperCollins、1989年）ASIN B00CCAPFR4

## 新聞・雑誌
| 題号                       | 巻号                     | 出版年 | 出版者                        | 出版地                                     | 備考                                                       |
| -------------------------- | ------------------------ | ------ | ----------------------------- | ------------------------------------------ | ---------------------------------------------------------- |
| Fling                      | May 1979                 | 1979   | Relim Publishing Co. Inc.     | San Francisco                              | ASIN:B004PQH742                                            |
| Fling                      | Nov 1979                 | 1979   |                               |                                            | ASIN:B0052LTXVE                                            |
| Fling                      | Sep 1980                 | 1980   |                               |                                            |                                                            |
| Fling                      | May 1981                 | 1981   |                               |                                            | ASIN:B0052LROSI                                            |
| Fling                      | Mar 1982                 | 1982   |                               |                                            | ASIN:B0052LOIVO                                            |
| Fling                      | May 1982 25(1)           | 1982   |                               |                                            | ASIN:B0052M5CEK                                            |
| Fling                      | Sep 1982                 | 1982   |                               |                                            |                                                            |
| Fling Favorites            |                          | 1991   | Relim Publishing Co. Inc.     | San Francisco                              | ASIN:B004C2J8UU                                            |
| Parade Extra Magazine      | #65                      | 1980   | GoldStar Publications         | London                                     | ASIN:B013EEYHXY                                            |
| BACHELOR                   | 1982年9月号              | 1982   | 大亜出版（現・ダイアプレス）  | 東京都文京区関口                           |                                                            |
| BACHELOR                   | 1983年9月号              | 1983   |                               |                                            |                                                            |
| BACHELOR                   | 1997年1月号 21(1)        | 1997   |                               |                                            | ASIN:B078LFXYYC                                            |
| Billy                      | 1984年5月号              | 1984   | 白夜書房                      | 東京都豊島区高田                           |                                                            |
| Sunday Sport               | 7 Jun 1987               | 1987   | Sport Newspapers              | Manchester                                 |                                                            |
| FOCUS                      | 昭和62年2月6日号 7(5)    | 1987   | 新潮社                        | 東京都新宿区矢来町                         |                                                            |
| FLASH                      | 1987年8月11日号          | 1987   | 光文社                        | 東京都文京区音羽                           |                                                            |
| 週刊プレイボーイ           | 1989年7月4日号 24(29)    | 1989   | 集英社                        | 東京都千代田区一ツ橋                       | 「うおおおっ！問答無用！究極のZカップだぁ」                |
| Juggs                      | Apr 1993                 | 1993   | MM Publications Ltd.          | London                                     | ASIN:B0096CD186                                            |
| METRO                      | 1 Jun 2009               | 2009   | Associated Newspapers Limited | Kensington, London                         |                                                            |
| BUF                        | April 1994               | 1994   | G&S Publications, Inc.        | New York                                   | 「Treasure Hunting」                                       |
| Best of Club International | 1982 Summer (Iss.12)     | 1982   | Blue Active Media Ltd.        | Northwood, London Borough of Hillingdon UK | 「Titanic Tina! 84" Bionic Boobs!」                        |
| モンスーン                 | 1987年12月号             | 1987   | 蒼竜社                        | 東京都新宿区新宿                           |                                                            |
| アサヒ芸能                 | 1990年10月25日号 45(40)? | 1990   | 徳間書店                      | 東京都品川区上大崎                         | 「日英巨乳対決 ティナ・スモール、二葉美幸のビッグな驚異!」 |